# Bukowiec (jezioro w województwie zachodniopomorskim)
Bukowiec (też Jezioro Świdwińskie, niem. Buchholz See) – jezioro w Polsce, położone w województwie zachodniopomorskim, w powiecie świdwińskim, w granicach administracyjnych miasta Świdwin, na obszarze Wysoczyzny Łobeskiej.